# Martinet de nit encaputxat
El martinet de nit encaputxat (Calherodius leuconotus) és una espècie d'ocell de la família dels ardèids (Ardeidae) i única espècie del gènere Calherodius, si bé altres l'inclouen a Gorsachius.

## Hàbitat i distribució
Habita pantans, aiguamolls i zones negades de la zona afrotròpica. Es troba localment a l'Àfrica Occidental, Oriental i Meridional.